# Karl-Marx-Straße (métro de Berlin)
Karl-Marx-Straße est une station de la ligne 7 du métro de Berlin en Allemagne. Elle est située sous la rue Karl-Marx, au niveau de la rue Saltikow, dans le quartier et l'arrondissement de Neukölln à Berlin en Allemagne.

## Situation sur le réseau
La station est établie  entre Rathaus Neukölln au nord, en direction de Rathaus Spandau, et Neukölln au sud, en direction de Rudow.

## Histoire
Elle est ouverte le 11 avril 1926 sous le nom de Bergstraße et prend son nom actuel en 1946.
En décembre 2018, elle est dotée d'ascenseurs pour un coût de 1,5 million d'euros

## Services aux voyageurs

### Accès et accueil
La station comprend deux bouches équipées d'ascenseurs qui la rendent totalement accessible aux personnes à mobilité réduite. Les deux voies encadrent un quai central.

### Desserte
Karl-Marx-Straße est desservie par les rames circulant sur la ligne 7 du métro.

### Intermodalité
La station de métro n'a pas de correspondance avec d'autres lignes de la BVG.